# Vapor

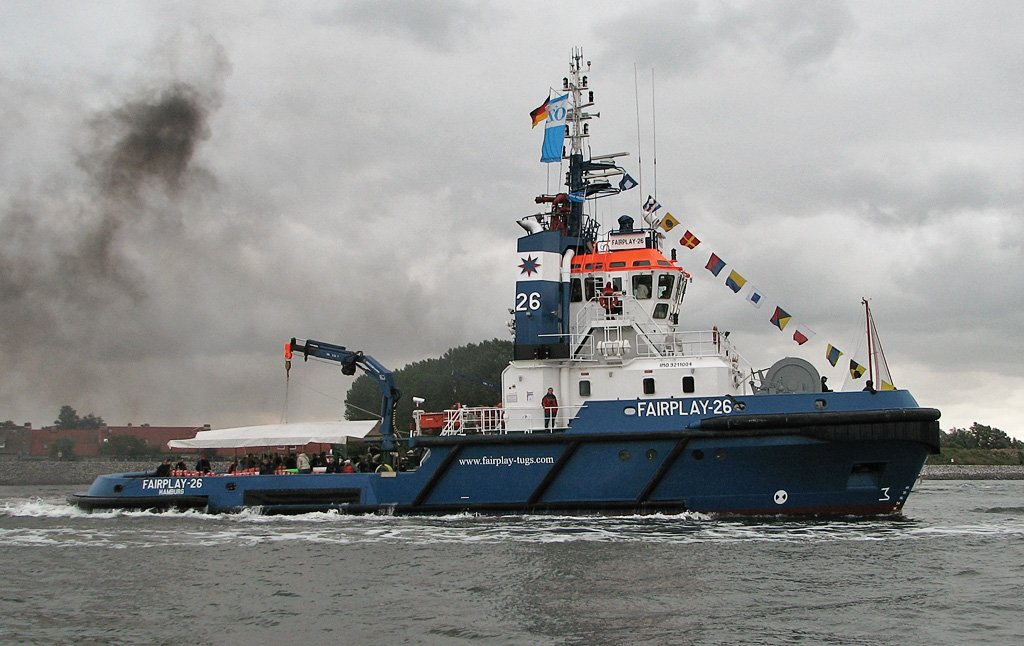
Remorcherul Fairplay 26

Vaporul este o navă (sau vas) propulsată de un motor propriu. Inițial, prin „vapor” erau desemnate navele propulsate de  mașini cu abur. În sens strict tehnic, vaporul este o navă având ca mijloc de propulsie forța aburului (navă cu aburi), produs de un generator de abur, dar în limbajul curent termenul definește orice navă cu propulsie mecanică (autopropulsată). Mai exact, o navă cu motor este o navă a cărei propulsie este realizată cu ajutorul unui propulsor (elice, roată cu zbaturi etc.) antrenat de unul sau mai multe motoare. În prezent navele marine sunt propulsate numai cu elice, navele cu zbaturi fiind folosite pentru navigația pe ape puțin adânci, mai ales pe ape curgătoare. Navele acționate de motoare cu ardere internă (de obicei motoare Diesel) se numesc motonave.
Dacă în secolul al XIX-lea vapoarele acționate de motorul clasic cu abur au dominat transportul naval pentru călători și mărfuri, în secolul al XX-lea s-au impus vapoarele acționate de turbine cu abur, mai întâi în marina militară (nave de linie, crucișătoare, distrugătoare), apoi și în marina civilă (pacheboturi și cargouri).
Vapoarele sunt construite în șantiere navale, prima lansare la apă a vaporului făcându-se într-o atmosferă festivă („botezul vasului”). Vapoarele  pot fi ancorate în porturi, iar locurile de încărcare sau descărcare a mărfurilor transportate se numesc docuri.

## Părți componente

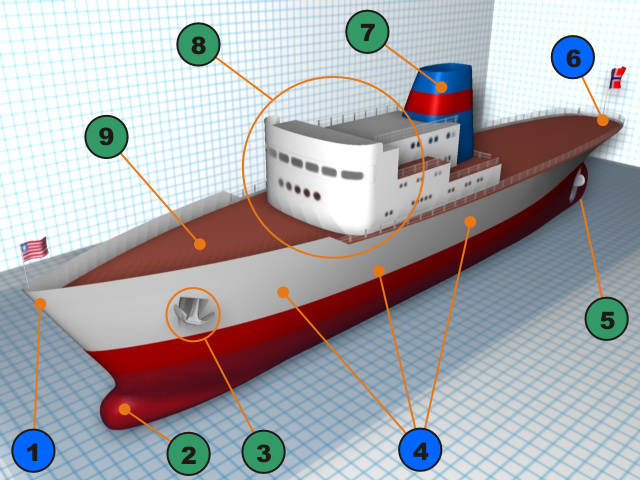
Părțile unui vapor

1. Prova - partea din față a unei nave; ea trebuie să taie masa de apă.
2. Carena - pentru reducerea rezistenței la înaintare și a consumului de carburant.
3. Ancoră - asigură nava să nu fie luată de curent când motoarele nu sunt în funcțiune.
4. Babord - bordul stâng (bordul drept fiind numit Tribord).
5. Elice - asigură deplasarea navei.
6. Pupa - partea din spate a navei.
7. Coș - necesar pentru evacuarea fumului.
8. Castel central.
9. Punte.